# 燕神稀棘䲁
燕神稀棘䲁（學名：Meiacanthus procne），為輻鰭魚綱鳚形目䲁科稀棘䲁屬的一種，分布於太平洋東加海域，深度0至16公尺，本魚體延長，稍側扁，頭頂無冠膜，無鬚，下頜兩側有犬齒具有毒腺，雌雄均有月狀尾鰭，鰭葉細長，身體上半部呈藍黑色，下半部突然變成藍白色，後部有少數小黑點，背鰭基部半黑色帶有淡藍色條紋，由每片膜上的1個斑點組成，與下一片寬闊連接，鰭的外半部呈藍灰色，有淡薄的藍色邊緣和黑色的亞邊緣線，尾鰭基部和鰭葉黑色，上、下緣淡藍色，鰭中後部透明，有暗色射線，背鰭硬棘4-5枚、背鰭軟條25-26枚、臀鰭硬棘2枚、臀鰭軟條15-16枚，體長可達7公分，棲息在水淺的珊瑚礁區，雌魚產附著性卵，雄魚有護卵行為，生活習性不明。